# Asuka II
Die Asuka II ist ein unter der Flagge Japans fahrendes Kreuzfahrtschiff der Kreuzfahrtsparte NYK Cruises der Reederei Nippon Yusen Kaisha. Das Schiff wurde 1990 als Crystal Harmony für die Reederei Crystal Cruises gebaut. Es ist ein Schwesterschiff der Crystal Symphony.

## Geschichte
Der Stapellauf des Schiffes erfolgte am 30. September 1989 bei der Mitsubishi-Heavy-Industries-Werft in Nagasaki, Japan. Nach der Ausrüstung und dem Endausbau nahm das Schiff nach vorzeitiger Ablieferung im Juli 1990 seinen Kreuzfahrtdienst auf. Die Kosten für den Bau beliefen sich auf circa 240 Mio. US $.
Am 26. Februar 2006 erfolgte die Übergabe des Schiffes an die Schwesterreederei NYK Cruises als Ersatz für die nach Deutschland verkaufte Asuka mit der Umbenennung in Asuka II („The Flying Bird“, dt. „der fliegende Vogel“).

## Ausstattung
Die Asuka II besitzt acht Decks, die für Passagiere zugänglich sind. Das Schiff bietet zwei Pools, acht Bars, ein Casino und ein Fitnesscenter. Zur Unterhaltung der Gäste gibt es an Bord ein Theater mit 277 Sitzplätzen. Weiter gibt es 461 Außenkabinen, 260 davon mit Balkon sowie 19 Innenkabinen.

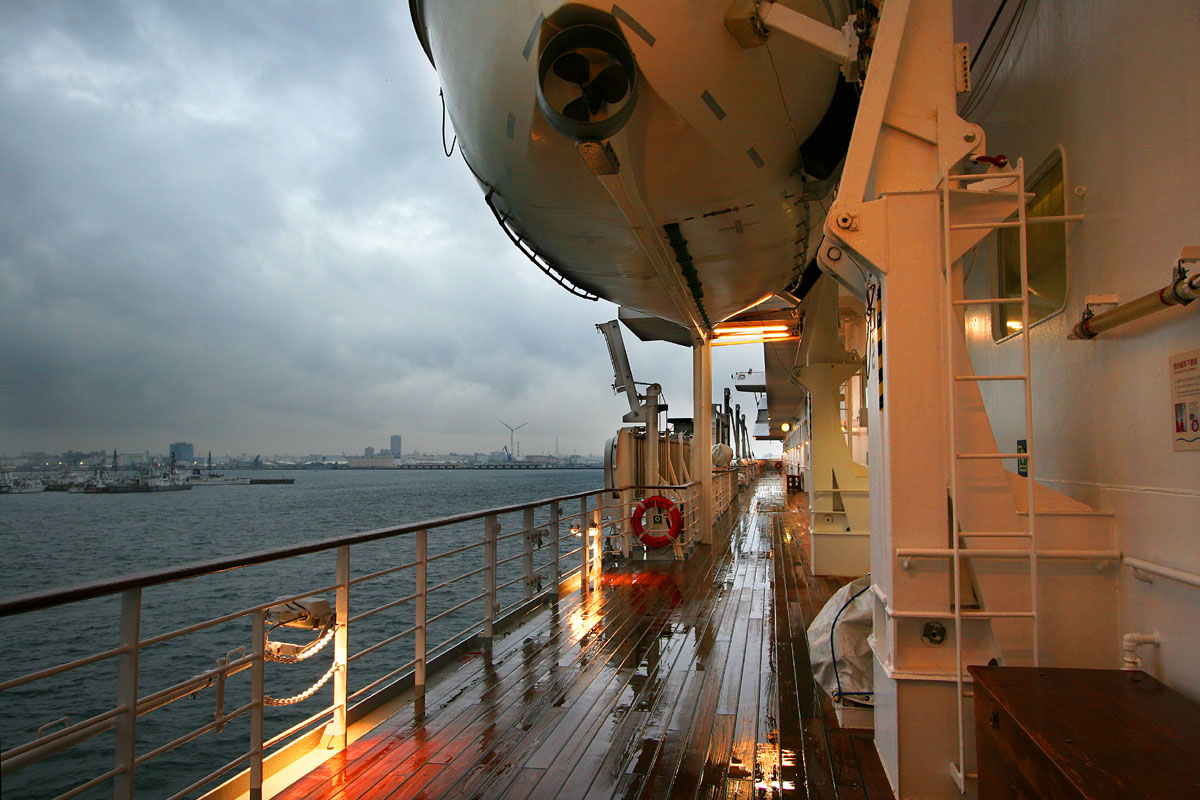
Das Promenadendeck
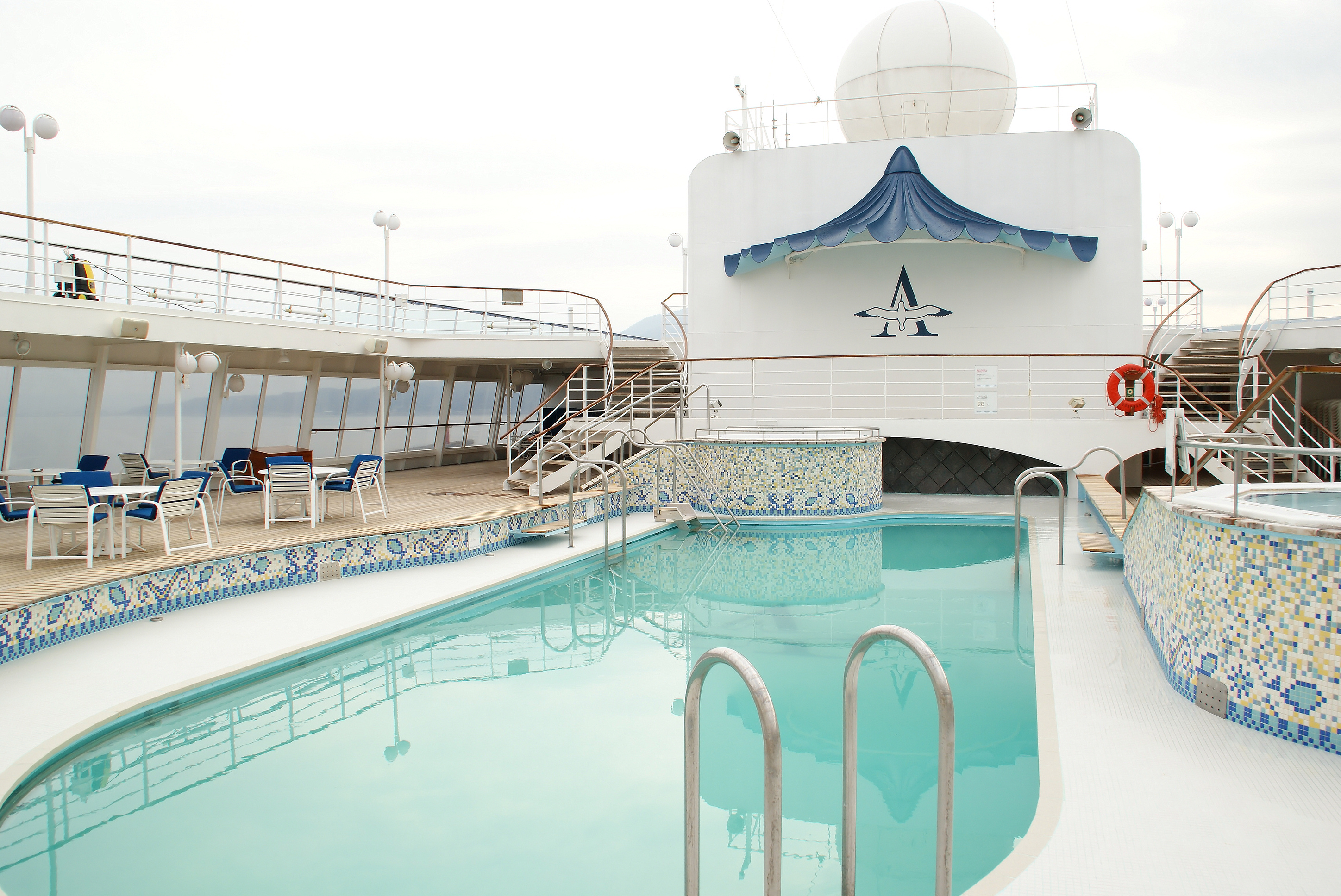
Der Seahorse Pool auf dem Sonnendeck
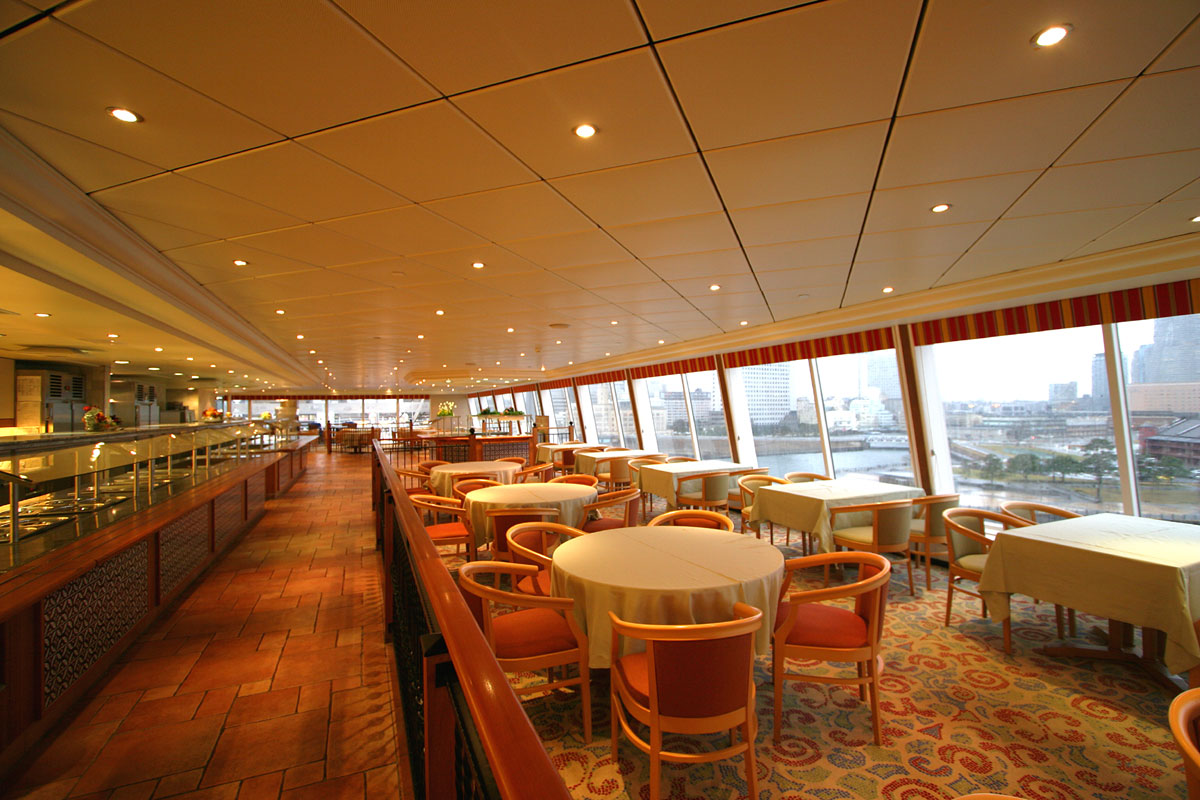
Das Buffetrestaurant
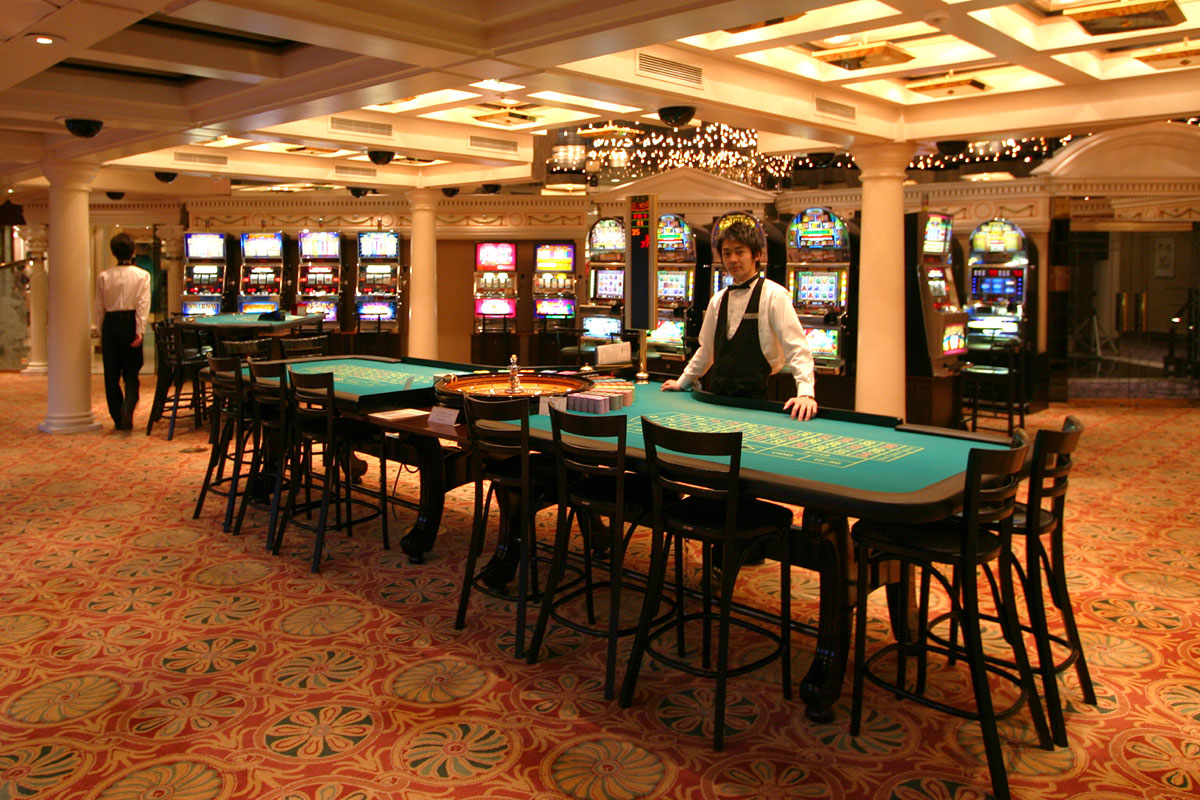
Das Casino

## Zwischenfälle
Während der Jungfernfahrt der Crystal Harmony durch karibische Gewässer brach durch ein Leck im Maschinensystem ein Feuer aus. Das Schiff trieb drei Tage lang durch das Meer, bis es im Anschluss zur Reparatur in ein Trockendock nach Curaçao geschleppt wurde. Die Passagiere dieser Kreuzfahrt wurden in Panama an Land gebracht.
Am 11. Mai 2000 trat ein Feuer im Lüftungsschacht auf. Der Brand konnte innerhalb von etwa 20 Minuten gelöscht werden. Das Schiff lag zu dieser Zeit im Hafen von Victoria und fuhr am nächsten Tag weiter Richtung Vancouver. Später wurde festgestellt, dass das Feuer durch den Ausfall der Kühlung eines Generators und der dadurch resultierenden Überhitzung entstanden war.